# Boulogne-Pont de Saint-Cloud
Boulogne-Pont de Saint-Cloud è una stazione della linea 10 della metropolitana di Parigi.
Si trova nel comune di Boulogne-Billancourt.

## La stazione
Essa si trova sotto la rotatoria Rhin-et-Danube, in prossimità del pont de Saint-Cloud che scavalca la Senna.
Essa collega il quartiere Rhin Danube a Boulogne-Billancourt e al centro di Saint-Cloud che si trova ad alcune centinaia di metri dall'altra riva della Senna.

## Interconnessioni
- Bus RATP - 52, 72, 126, 160, 175, 467
- Bus Hourtoule - 27.15
- Bus Sénart Bus - 96exp
- Bus Optile - Traverciel, 026, 460
- Linea T2 (rete tranviaria di Parigi)